# Єхіель Гамеїрі
Єхіель Гамеїрі (івр. יחיאל המאירי, нар. 20 серпня 1946) — ізраїльський футболіст, що грав на позиції воротаря за «Хапоель» (Хайфа) і національну збірну Ізраїлю.

## Клубна кар'єра
У дорослому футболі дебютував 1968 року виступами за команду клубу «Хапоель» (Хайфа), кольори якої і захищав протягом усієї своєї кар'єри гравця, що тривала сім років. 

## Виступи за збірну
1969 року дебютував в офіційних матчах у складі національної збірної Ізраїлю. Проте дебютний матч у національній команді виявився єдиним у формі головної команди країни, хоча наступного року потрапляв до заявки збірної для участі у чемпіонаті світу 1970 року у Мексиці.